# رمال الجافورة
رمال الجافورة أو صحراء الجافورة صحراء رملية تقع في المنطقة الشرقية من المملكة العربية السعودية، وتبلغ مساحتها 32,000 كم2، وتمثل 5% من مجمل التجمعات الرملية في المملكة.

## الموقع
تقع رمال الجَافورة شرقي هضبة الصمان وتمتد من قرب الجبيل إلى أن تندمج في النهاية مع رمال الربع الخالي. وهي تكون حزام ضيقًا في الشمال غير أنها تجنح إلى الاتساع كلما امتدت جنوبًا حتى تندمج مع رمال الربع الخالي. وبسبب اتجاه الرياح الذي يكاد يكون ثابتًا بشكل مستمر٬ إلى جانب تكرر هبوب الرياح عالية السرعة وجد أن أنماط الكثبان الشائعة في الرمال هي كثبان هلالية مع حوائط برخانية٬ وبعض الكثبان المعكوسة، وإضافة إلى ذلك توجد كثبان قبابية وفرشات رملية وسباخ٬ ويندر وجود الكثبان الطولية.
يختلف ارتفاع الكثبان وأحجامها تبعًا لاختلاف الرياح المحلية المؤثرة في تشكيلها. وبشكل عام لا يوجد غطاء نباتي في الكثبان الهلالية والقبابية، وذلك لحركة الرمال المستمرة فوقها. أما الكثبان المعكوسة فهي عادة ذات غطاء نباتي، ولكن تفوقها الفرشات الرملية بغطائها النباتي المميز عن بقية الكثبان. ولا يوجد في السباخ سوى بعض النباتات المقاومة للأملاح حول بعض تجمعات الرمال البسيطة. لون رمال نفود الجافورة أصفر باهت.